# Erinona
En la mitología grecorromana Erinona es una muchacha que participa en una variante del mito de Adonis y Afrodita. Esta leyenda sólo es conocida por una glosa de Servio a Virgilio. La grafía de su nombre varía dependiendo de cada manuscrito, y así Erinona puede cambiar a Erinoma, Erínome, Eritoma o Eurínome.
Erinona era una muchacha natural de la isla de Chipre y su padre era un tal Celes, a su vez hijo de Ion o Epiuotasterio — una grafía extraña, propia de Servio. Por su pureza y buen juicio Erinona se había granjeado la amistad de las diosas Minerva (Atenea) y Diana (Ártemis); en cambio, Venus (Afrodita) trató de despertar en Júpiter (Zeus) un inflamado amor por ella. Para impedirlo, Juno (Hera) hizo que la joven fuese violada por Adonis. Júpiter, indignado contra éste, lo aniquiló con uno de sus rayos. Sin embargo, a ruego de Venus, permitió que una sombra de Adonis volviese al mundo, guiada por Mercurio (Hermes). Después de la violación, Diana transformó a Erinona en pavo real, si bien luego le devolvió la forma humana. Llegó incluso a casarla con Adonis resucitado. Erinona le alumbró un hijo a Adonis, Taleo.
Dio su nombre a uno de los satélites del planeta Júpiter, Erínome.